# 7. etape af Tour de France 2025
7. etape af Tour de France 2025 var en 197 km lang kuperet etape med en samlet stigning på 2.315 m. Den blev kørt 11. juli 2025 med start i Saint-Malo og mål i Mûr-de-Bretagne. Det var femte gang at rytterne i Tour de France skal op ad den stejle afslutning i Mûr-de-Bretagne. Seneste gang var på 2. etape i 2021 hvor Mathieu van der Poel stak af på stigningen og kørte alene i mål.
Til konkurrencen om den prikkede bjergtrøje var der point på to kategori 3 og én kategori 4 stigninger. Der var én indlagt spurt til kampen om den mørkegrønne pointtrøje.

## Resultater

### Etaperesultat
| \| Etaperesultat \| Etaperesultat \| Etaperesultat \| Etaperesultat \| Etaperesultat \| \| Rytter \| Rytter \| Hold \| Tid \| \| \| ------------- \| ---------------- \| -------------------------- \| ------------- \| ------------- \| \| 1. \| Tadej Pogačar \| UAE Team Emirates XRG \| 4t 05' 39" \| \| \| 2. \| Jonas Vingegaard \| Team Visma \\| Lease a Bike \| + 0" \| \| \| 3. \| Oscar Onley \| Team Picnic-PostNL \| + 2" \| \| \| 4. \| Felix Gall \| Decathlon-AG2R La Mondiale \| + 2" \| \| \| 5. \| Matteo Jorgenson \| Team Visma \\| Lease a Bike \| + 2" \| \| \| 6. \| Remco Evenepoel \| Soudal Quick-Step \| + 2" \| \| |                  |                            |            |
| |                  |                            |            |
| Kilder: ProCyclingStats Cycling Quotient |                  |                            |            |
| Etaperesultat |                  |                            |            |
| Rytter | Rytter           | Hold                       | Tid        |
| 1. | Tadej Pogačar    | UAE Team Emirates XRG      | 4t 05' 39" |
| 2. | Jonas Vingegaard | Team Visma \| Lease a Bike | + 0"       |
| 3. | Oscar Onley      | Team Picnic-PostNL         | + 2"       |
| 4. | Felix Gall       | Decathlon-AG2R La Mondiale | + 2"       |
| 5. | Matteo Jorgenson | Team Visma \| Lease a Bike | + 2"       |
| 6. | Remco Evenepoel  | Soudal Quick-Step          | + 2"       |

### Klassement efter etapen
| \| Samlede stilling \| Samlede stilling \| Samlede stilling \| Samlede stilling \| Samlede stilling \| \| Rytter \| Rytter \| Hold \| Tid \| \| \| ---------------- \| ---------------- \| -------------------------- \| ---------------- \| ---------------- \| \| 1. \| Tadej Pogačar \| UAE Team Emirates XRG \| 25t 58' 04" \| \| \| 2. \| Remco Evenepoel \| Soudal Quick-Step \| + 54" \| \| \| 3. \| Kévin Vauquelin \| Arkéa-B&B Hotels \| + 1' 11" \| \| \| 4. \| Jonas Vingegaard \| Team Visma \\| Lease a Bike \| + 1' 17" \| \| |                  |                            |             |
| |                  |                            |             |
| Kilder: ProCyclingStats Cycling Quotient |                  |                            |             |
| Samlede stilling |                  |                            |             |
| Rytter | Rytter           | Hold                       | Tid         |
| 1. | Tadej Pogačar    | UAE Team Emirates XRG      | 25t 58' 04" |
| 2. | Remco Evenepoel  | Soudal Quick-Step          | + 54"       |
| 3. | Kévin Vauquelin  | Arkéa-B&B Hotels           | + 1' 11"    |
| 4. | Jonas Vingegaard | Team Visma \| Lease a Bike | + 1' 17"    |

#### Pointkonkurrencen
| Pointkonkurrence | Pointkonkurrence     | Pointkonkurrence           | Pointkonkurrence | Pointkonkurrence |
| Rytter           | Rytter               | Hold                       | Point            |                  |
| ---------------- | -------------------- | -------------------------- | ---------------- | ---------------- |
| 1.               | Tadej Pogačar        | UAE Team Emirates XRG      | 156 point        |                  |
| 2.               | Jonathan Milan       | Lidl-Trek                  | 122 point        |                  |
| 3.               | Biniam Girmay        | Intermarché-Wanty          | 111 point        |                  |
| 4.               | Mathieu van der Poel | Alpecin-Deceuninck         | 108 point        |                  |
| 5.               | Jonas Vingegaard     | Team Visma \| Lease a Bike | 80 point         |                  |
| 6.               | Anthony Turgis       | Team TotalEnergies         | 78 point         |                  |
| 7.               | Tim Merlier          | Soudal Quick-Step          | 72 point         |                  |
| 8.               | Remco Evenepoel      | Soudal Quick-Step          | 56 point         |                  |
| 9.               | Oscar Onley          | Team Picnic-PostNL         | 56 point         |                  |
| 10.              | Kévin Vauquelin      | Arkéa-B&B Hotels           | 48 point         |                  |

#### Bjergkonkurrencen
| Bjergkonkurrence | Bjergkonkurrence | Bjergkonkurrence           | Bjergkonkurrence | Bjergkonkurrence |
| Rytter           | Rytter           | Hold                       | Point            |                  |
| ---------------- | ---------------- | -------------------------- | ---------------- | ---------------- |
| 1.               | Tim Wellens      | UAE Team Emirates XRG      | 8 point          |                  |
| 2.               | Tadej Pogačar    | UAE Team Emirates XRG      | 7 point          |                  |
| 3.               | Ben Healy        | EF Education-EasyPost      | 4 point          |                  |
| 4.               | Jonas Vingegaard | Team Visma \| Lease a Bike | 4 point          |                  |
| 5.               | Ewen Costiou     | Arkéa-B&B Hotels           | 3 point          |                  |
| 6.               | Eddie Dunbar     | Team Jayco AlUla           | 3 point          |                  |

#### Ungdomskonkurrencen
| Ungdomskonkurrence | Ungdomskonkurrence | Ungdomskonkurrence      | Ungdomskonkurrence | Ungdomskonkurrence |
| Rytter             | Rytter             | Hold                    | Tid                |                    |
| ------------------ | ------------------ | ----------------------- | ------------------ | ------------------ |
| 1.                 | Remco Evenepoel    | Soudal Quick-Step       | 25t 58' 58"        |                    |
| 2.                 | Kévin Vauquelin    | Arkéa-B&B Hotels        | + 17"              |                    |
| 3.                 | Oscar Onley        | Team Picnic-PostNL      | + 1' 55"           |                    |
| 4.                 | Florian Lipowitz   | Red Bull-Bora-Hansgrohe | + 2' 08"           |                    |
| 5.                 | Mattias Skjelmose  | Lidl-Trek               | + 2' 49"           |                    |
| 6.                 | Ben Healy          | EF Education-EasyPost   | + 3' 01"           |                    |
| 7.                 | Carlos Rodríguez   | Ineos Grenadiers        | + 3' 57"           |                    |
| 8.                 | Romain Grégoire    | Groupama-FDJ            | + 9' 05"           |                    |
| 9.                 | Jenno Berckmoes    | Lotto                   | + 10' 06"          |                    |
| 10.                | Axel Laurance      | Ineos Grenadiers        | + 18' 03"          |                    |

#### Holdkonkurrencen
| Holdkonkurrence | Holdkonkurrence            | Holdkonkurrence | Holdkonkurrence |
| Hold            | Hold                       | Tid             |                 |
| --------------- | -------------------------- | --------------- | --------------- |
| 1.              | Team Visma \| Lease a Bike | 77t 58' 21"     |                 |

## Udgåede ryttere
- Mattia Cattaneo (Soudal Quick-Step) – udgik på grund af sygdom.
- Jack Haig (Bahrain Victorious) – udgik efter et styrt seks km fra mål.[2]